# Buccino
Buccino est une commune italienne de la province de Salerne, dans la région Campanie.

## Administration
| Période                                  | Période | Identité | Étiquette | Qualité |
| ---------------------------------------- | ------- | -------- | --------- | ------- |
|                                          |         |          |           |         |
| Les données manquantes sont à compléter. |         |          |           |         |

### Communes limitrophes
Auletta, Colliano, Palomonte, Romagnano al Monte, Salvitelle, San Gregorio Magno, Sicignano degli Alburni.

## Jumelage
- Hofheim am Taunus (Allemagne) depuis le 31 octobre 2008[2].